# ユーイング肉腫
ユーイング肉腫（ユーイングにくしゅ、英語: Ewing's sarcoma）は、小円形細胞の増殖によりなる悪性腫瘍のこと。
アメリカの病理学者、ジェームス・ユーイング (James Ewing) によって報告されたため、その名が付いている。t(11;22)(q24;q12)による融合遺伝子形成で特徴づけられる。

## 概要
好発年齢は10歳代で、骨盤および長管骨に好発する。人種別では白人に好発し、黒人では稀である。多くの症例で局所の疼痛、発熱、赤沈亢進が見られる。

## 病理組織像
病理組織像では小円形細胞がびまん性に増殖している。腫瘍細胞の細胞質はグリコーゲンが存在し、PAS染色陽性である。壊死が頻繁に見られる。腫瘍組織の約20%で偽ロゼット構造が観察される。大半の腫瘍細胞はCD99を発現する。ただし、他の軟部腫瘍でも一般的に発現するため、疾患特異的ではない。

## 診断
第22番染色体上のEWS遺伝子が関与した相互転座による融合遺伝子形成が特徴的であり、腫瘍組織の遺伝子解析が確定診断となる。最も頻繁な遺伝子異常は、11番染色体と22番染色体の相互転座t(11,22)(q24;q12)で、これによりFLI-1とEWS遺伝子が融合する。

## 経過
好発転移部位は肺、骨、骨髄である。